# Pseudochalcura americana
Pseudochalcura americana är en stekelart som först beskrevs av Howard 1894.  Pseudochalcura americana ingår i släktet Pseudochalcura och familjen Eucharitidae. Inga underarter finns listade i Catalogue of Life.